# Диз'юнктне об'єднання
Неформально кажучи, диз'юнктне об'єднання — це змінена операція об'єднання множин у теорії множин, яка кожний елемент наділяє індексом множини, з якої цей елемент увійшов у об'єднання.

## Приклад
Диз'юнктне об'єднання множин {\displaystyle A_{0}} = {1, 2, 3} і {\displaystyle A_{1}} = {1, 2} обраховується з об'єднання множин:
{\displaystyle {\begin{aligned}A_{0}^{*}&=\{(1,0),(2,0),(3,0)\}\\A_{1}^{*}&=\{(1,1),(2,1)\}.\end{aligned}}}
Таким чином
{\displaystyle A_{0}\sqcup A_{1}=A_{0}^{*}\cup A_{1}^{*}=\{(1,0),(2,0),(3,0),(1,1),(2,1)\}.}

## Визначення
Нехай {\displaystyle \{A_{i}|i\in I\}} — сімейство множин, перерахованих індексами з {\displaystyle I}. Тоді диз'юнктним об'єднанням цього сімейства є множина
{\displaystyle \coprod _{i\in I}A_{i}=\bigcup _{i\in I}\{(x,i)|x\in A_{i}\}.}
Елементи диз'юнктного об'єднання є впорядкованими парами {\displaystyle (x,i)}. Таким чином {\displaystyle i} є індекс, який показує, з якої множини {\displaystyle A_{i}} елемент увійшов у об'єднання. Кожна з множин {\displaystyle A_{i}} канонічно вкладена у диз'юнктне об'єднання як множина
{\displaystyle A_{i}^{*}=\{(x,i)|x\in A_{i}\}.}
При {\displaystyle \forall i,j\in I:i\neq j} множини {\displaystyle A_{i}^{*}} и {\displaystyle A_{j}^{*}} не мають спільних елементів, навіть якщо {\displaystyle A_{i}\cap A_{j}\neq \varnothing }. У виродженому випадку, коли множини {\displaystyle A_{i}\forall i\in I} рівні якійсь конкретній {\displaystyle A}, диз'юнктне об'єднання є декартовим добутком множини {\displaystyle A} та множини {\displaystyle I}, тобто
{\displaystyle \coprod _{i\in I}A_{i}=A\times I.}

## Використання
Іноді можна зустріти позначення {\displaystyle A+B} для диз'юнктного об'єднання двох множин або наступне для сімейства множин:
{\displaystyle \sum _{i\in I}A_{i}.}
Такий запис означає, що потужність диз'юнктного об'єднання рівна сумі потужностей множин сімейства. Для порівняння, декартовий добуток має потужність, рівну добутку потужностей.
У категорії множин диз'юнктним об'єднанням є пряма сума. Термін диз'юнктне об'єднання також використовується по відношенню об'єднання сімейства множин, які попарно не перетинаються. У цьому випадку диз'юнктне об'єднання позначається, як звичайне об'єднання множин, збігаючись з ним. Таке позначення часто зустрічається в інформатиці. Більш формально, якщо {\displaystyle C} — це сімейство множин, то
{\displaystyle \bigcup _{A\in C}A}
є диз'юнктним об'єднанням у розглянутому вище сенсі тоді і тільки тоді, коли за будь-яких {\displaystyle A} та {\displaystyle B} з {\displaystyle C} виконується наступна умова:
{\displaystyle A\neq B\implies A\cap B=\varnothing .}